# Dicliptera paposana
Dicliptera paposana là một loài thực vật có hoa trong họ Ô rô. Loài này được Phil. mô tả khoa học đầu tiên năm 1860.